# سديم

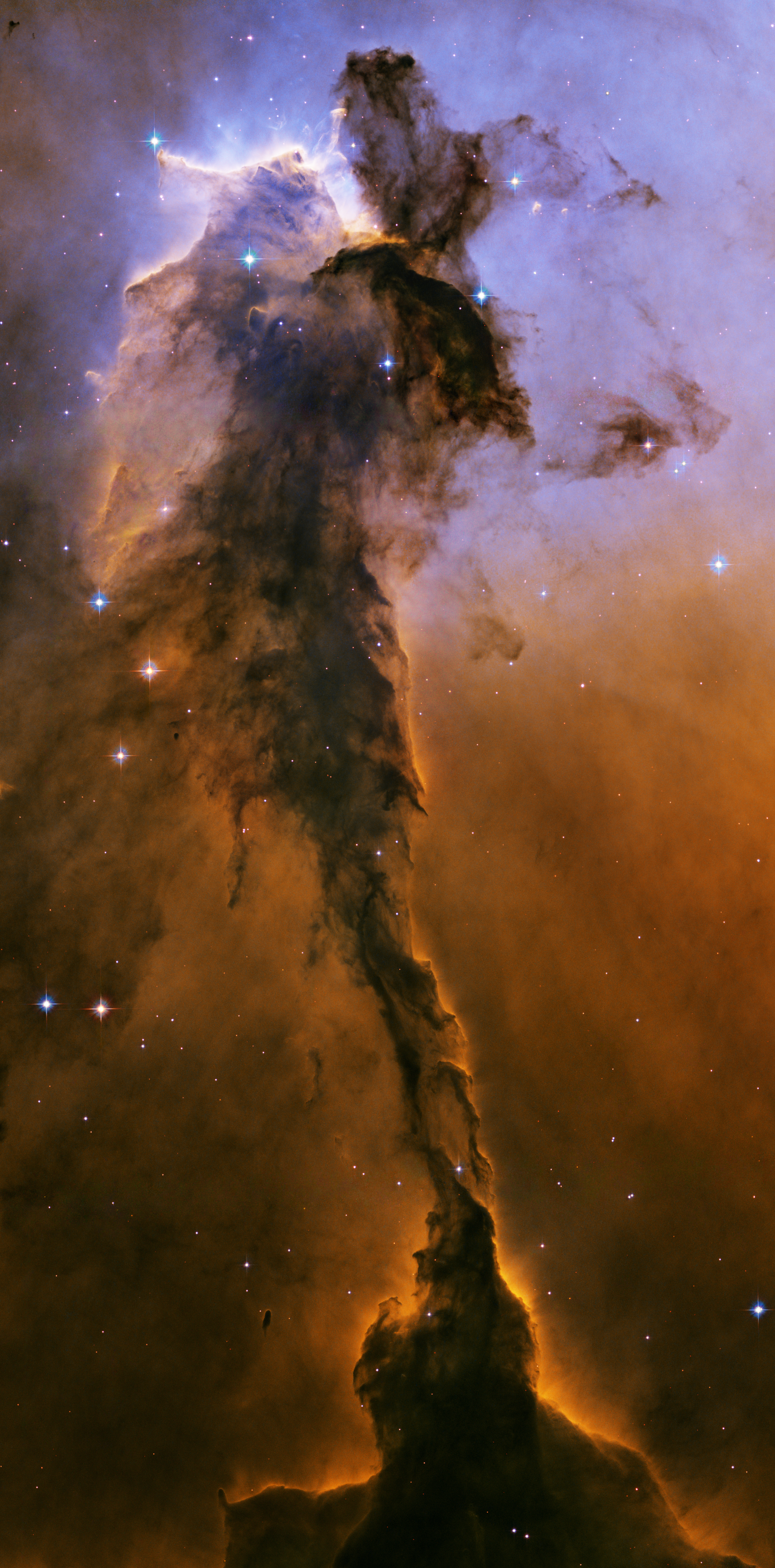
نظرة من قرب لسديم النسر بواسطة المرصد الفضائي هابل.

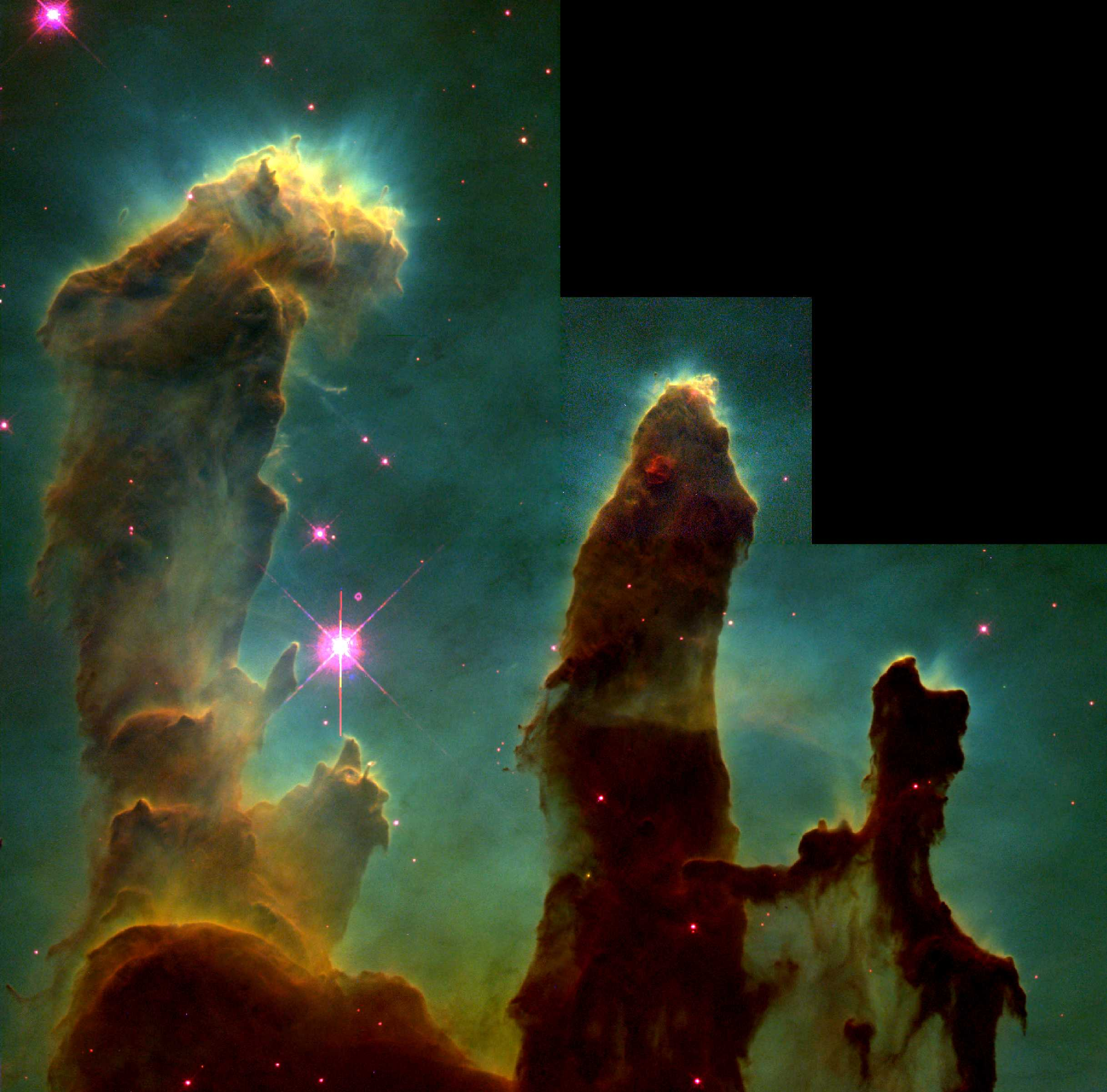
ولادة نجوم في أبراج التخليق في سديم النسر.

السَدِيْم (الجمع: سدائم وسُدُم) في الفلك، هي أجرام سماوية ذات مظهر منتشر غير منتظم مكون من غاز متخلخل من الهيدروجين والهيليوم وغبار كوني. ويدرس الفلكيون السدم عن طريق دراسة الوسط البين نجمي وبصفة خاصة بين نجوم مجرتنا.
ويشغل الفضاء الكثير من تجمعات ذرات الغاز والغبار، وهنالك سديم يمكن رؤيته ليلاً في السماء بمقراب صغير يقع في كوكبة الصياد أو الجبار وأحد أشهر سدم السماء لهواة الفلك هو سديم الجبار أو مسييه 42 وهذا السديم لا يصدر الضوء بنفسه وإنما يعكس ضوء النجوم القريبة منه على ذراته فنراه من على الأرض. توجد ثلاثة نجوم تمر عبر منتصف كوكبة الجبار تسمى «حزام الجبار». وإلى الأسفل منها توجد ثلاثة نجوم أخرى متدلية في صف واحد، تسمى «سيف الجبار» أو «خنجر الصياد». وفي الحقيقة النجم الأوسط في هذا السيف ليس نجماً، بل هو سديم يُسمى سديم الجبار.

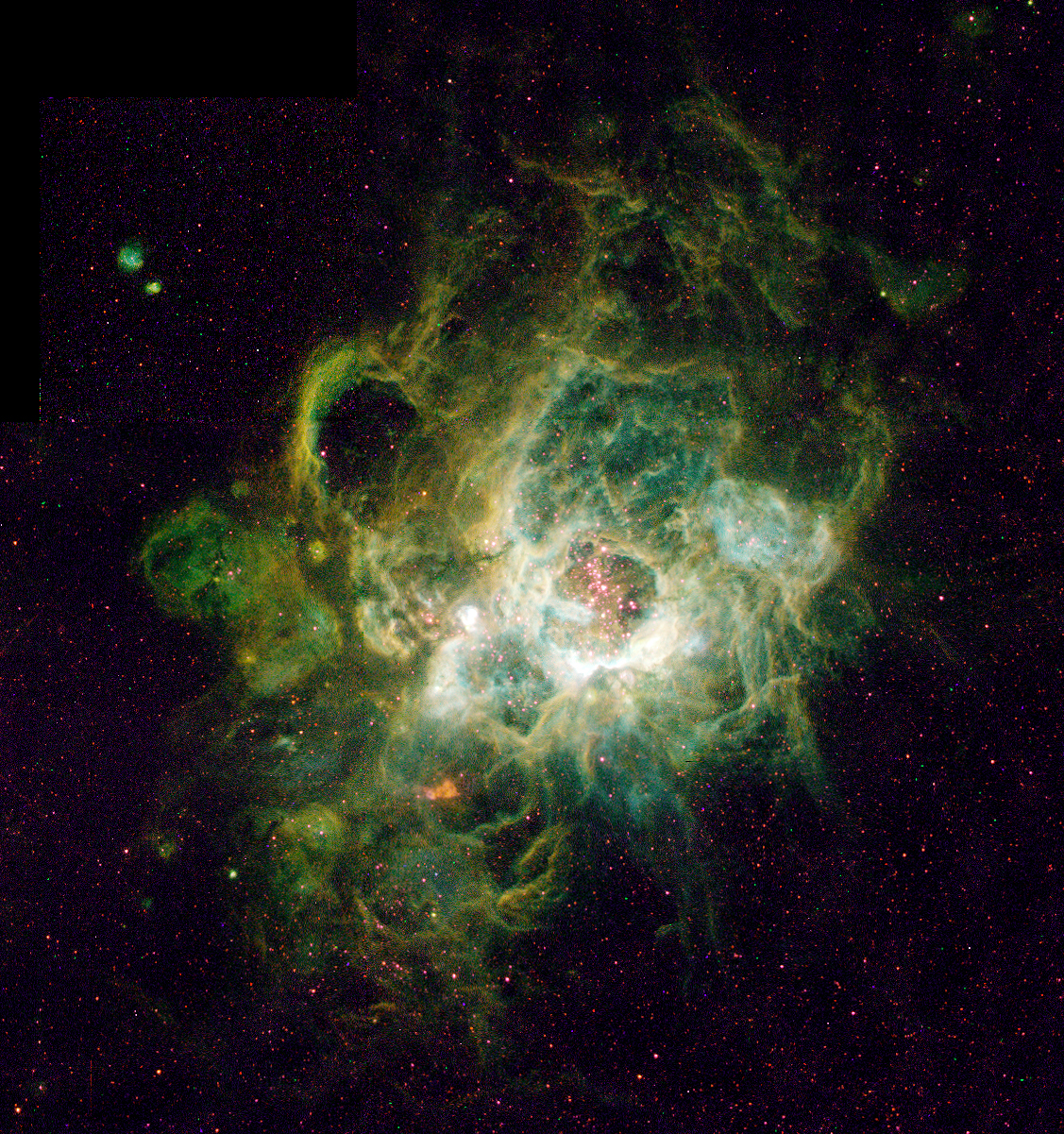
NGC 604 ، سديم في مجرة المثلث

وقام العالم الفلكي ويليام هرشل بدراسة دقيقة للنجوم عام 1774م، ووجد أن الفضاء يحوي سدماً كثيرة معظمها كبير الحجم. واستطاع أن يجد في بعضها نجوما ساطعة، ثم أخذ يتساءل عما إذا كانت كلها عناقيداً نجمية من النجوم لا غيوماً غازية، ولم يتمكن علماء الفلك قبل مرور مائة عام تقريباً من تحديد حقيقة السدم الغازية. غير أنهم لم يفعلوا ذلك بالنظر إليها بواسطة المقراب وإنما بالكشف عن طبيعة أطيافها وذلك بتحليل ضوئها بالمطياف الضوئي.

## التاريخ
بيّن إدوين هابل أن السبب في المظهر السديمي لبعض المجرات هو ضعف استبانة الأدوات المتوفرة في ذلك الحين، وكان يستعمل مفرد سديم للدلالة على أي جسم منتشر المظهر.
ومنذ ذلك الوقت، صار يستعمل هذا المصطلح للإشارة إلى أي منطقة من الوسط البين نجمي غنية بالغازات المؤينة (الهيدروجين عادة بنسبة 76% والهيليوم بنسبة 23% والغبار الكوني بنسبة 1% أو أقل.

## أنواع السدم وتصنيفها
توجد عدة أنواع من السدم منها:

### السدم المظلمة
السدم المظلمة هي سدم مكونة من غبار وغاز كوني، تمنع الضوء من العبور من خلالها بسبب كثافتها الشديدة وتحجب بذلك كل ما وراءها، وهي مظلمة لأنه لا يوجد قربها ما تعكس ضوءه وهي لا تُتنتج ضوءاً كالسدم الانبعاثية. لا يمكن مشاهدتها مرئياً إلا بواسطة التباين الحادث على أطرافها التي تعكس بعضا من ضوء نجوم قريبة.ينبع ظلام سحابة السديم من الكثافة العالية نسبيا للغاز والغبار الكوني فيه، وهو يشكل بذلك حقلا يمكن أن تنشأ في نجوما جديدة تحت فعل الجاذبية. مثال على ذلك نجده في أبراج التخليق في سديم النسر.

### السدم العاكسة
السدم العاكسة هي سدم تشبه السدم المظلمة من حيث طبيعتها، لكنها تلمع نتيجة الضوء المعكوس عليها من النجوم المحيطة بها، حيث تقوم النجوم المضيئة والقريبة من السدم بعكس الضوء في المنطقة التي يتواجد فيها الغبار بكمية كبيرة، وبما أن ذرات الغبار المحتوية على نسبة عالية من الكربون تعكس الضوء الأزرق بكفاءة أكثر من الضوء الأحمر لذلك فإن السديم العاكس تبدو زرقاء اللون.
عنقود الثريا.

### السدم الانبعاثية
السدم الانبعاثية (أو السدم الإشعاعية) هي سدم تولّد ضوءها بنفسها على النقيض من السدم العاكسة التي تعكس ضوء النجوم التي يُحيط بها السديم، أو المظلمة التي لا تعكس الضوء حتى (لعدم وجود نجوم قريبة لكي تعكس ضوءها). وتوجد منها عدة أنواع:

#### السدم الكونية
السدم الكوكبية هي سدم انبعاثية تشير إلى المرحلة الأخيرة من حياة نجم خفيف الكتلة، وهو المصير المتوقع للشمس. سميت بهذا الاسم لأن الفلكيين كانوا يحسبونها كواكباً بسبب شكلها الصغير المستدير اللامع.

#### مناطق الهيدروجين
مناطق الهيدروجين هي سدم انبعاثية ذات مظهر مبهر، تضم مجموعة نجوم شابة أو في طور التشكل. عادة ما تنعت بـ«مشاتل النجوم».
تنقسم مناطق الهيدروجين إلى نوعين: منطقة هيدروجين I وهي تتكون من سحابة هيدروجين ذراته منفردة و مناطق هيدروجين II وتتكون من سحابات تتكون من جزيئات الهيدروجين.

#### بقايا المستعرات العظيمة
بقايا المستعرات العظيمةهي سدم انبعاثية كبيرة جداً ناتجة عن انفجار قوي لنجم عالي الكتلة في حدث مستعر أعظم. تشكل عادة بنية سلكية خاصة تشبه التخريم.

### فقاعات وولف-رييت
فقاعات وولف-رِييْت هي سدم لها مظهر مشابه لبقايا المستعرات العظيمة. تنتج فقاعات الغاز هذه من القذف التدريجي للطبقات الخارجية لنجم حار وعالي الكتلة في نهاية عمره على شكل رياح نجمية قوية جداً.

## خواص السدم المنتشرة
المادة المكونة للسدم متخلخلة جداً وتوجد في السديم مئات الجزيئات في السنتمتر المكعب الواحد فقط، وللمقارنة نجد في الغلاف الجوي للأرض لنفس الحجم، مليارات المليارات من الجزيئات وهذا يدل على البعد الشاسع بين جزيئاته. والسدم غير منسجمة وتتميز ببنية مركبة.

## دورها في تشكل النجوم
يتجلى دور السدم في تشكل النجوم في أن بإمكانها أن تنهار جاذبيا مكونة مجموعة نجمية. فلربما تكونت المجموعة الشمسية انطلاقا من سديم يسمى سديما بدائيا أو سديما شمسيا. وأقترح كانت ولابلاس هذا المشهد لأول مرة في أواسط القرن الثامن عشر.

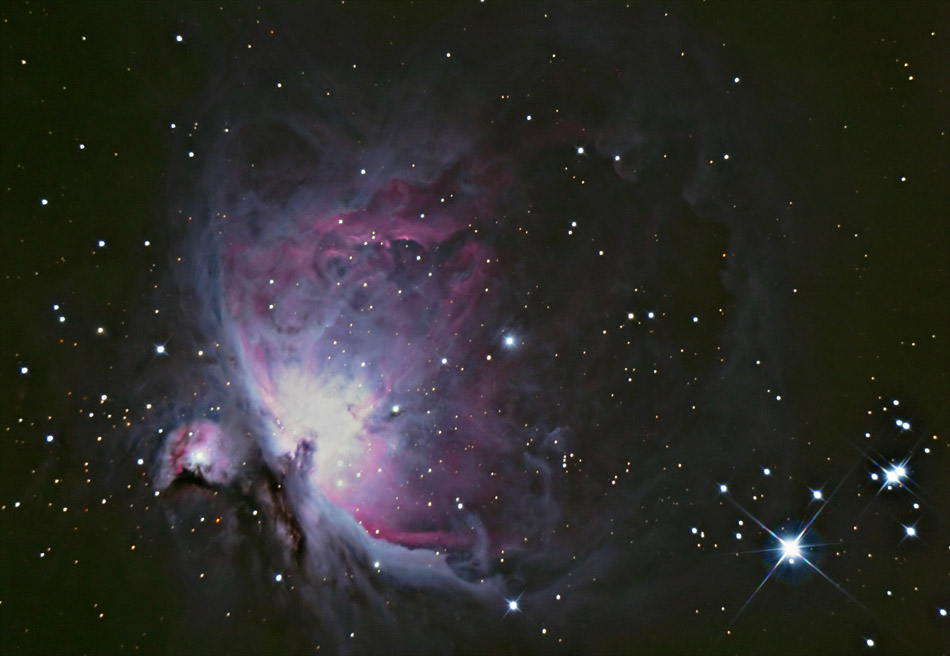
سديم الجبار أو مسييه 42
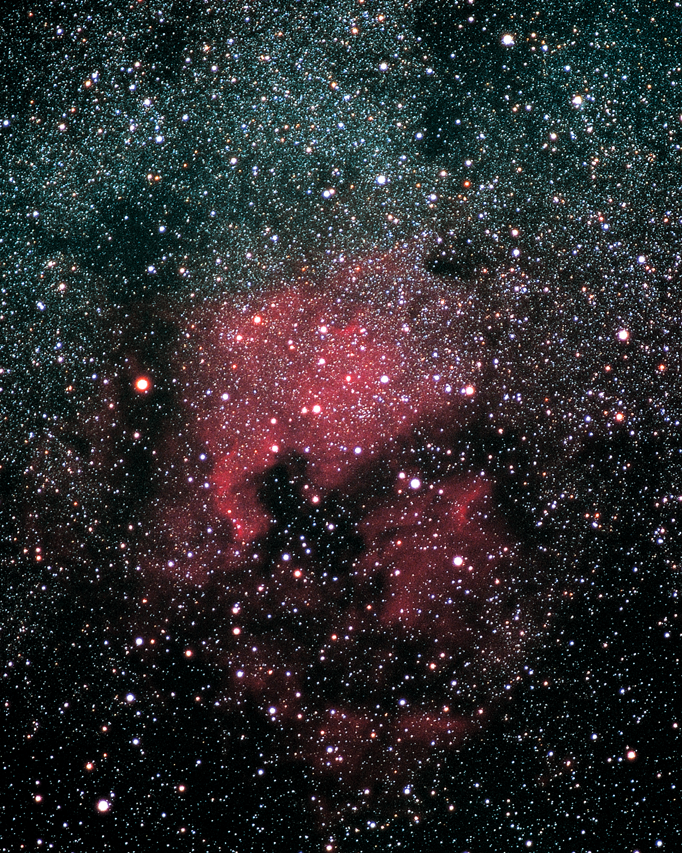
سديم أمريكا سديم أمريكا الشمالية.
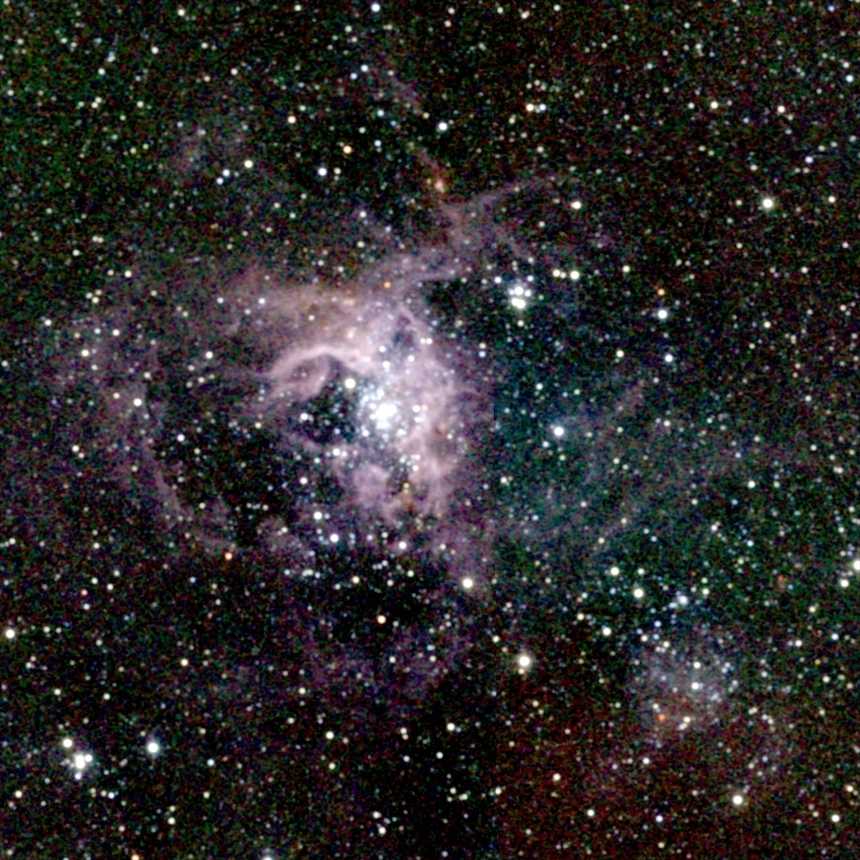
سديم ترنتولا إن جي سي 2070 في سحابة ماجلان الكبرى.
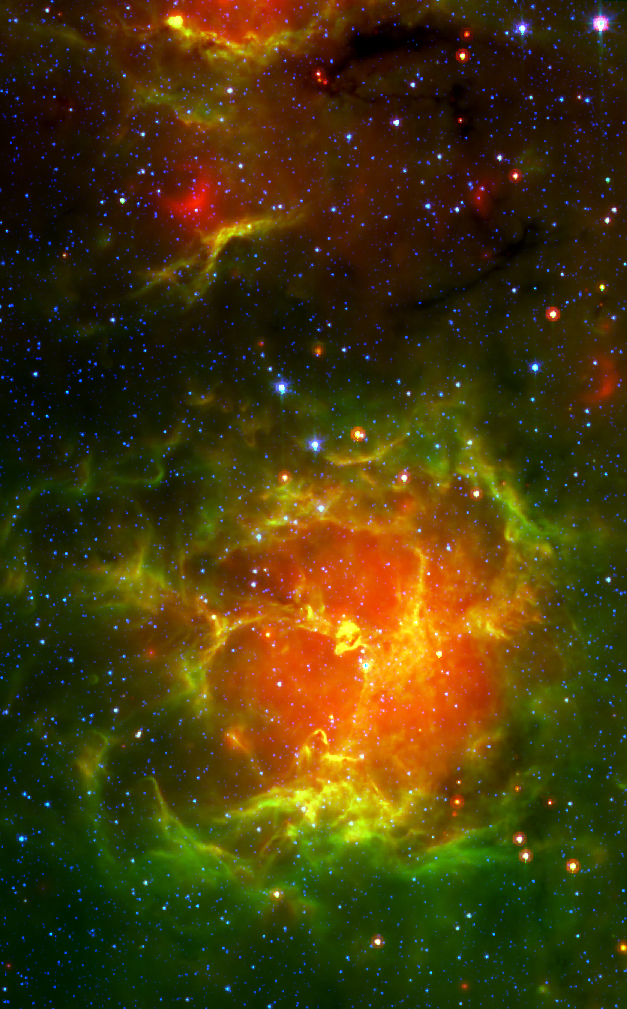
سديم تريفيد مشاهد عبر الأشعة تحت الحمراء بواسطة المرصد الفضائي سبيتزر.

## أنواع

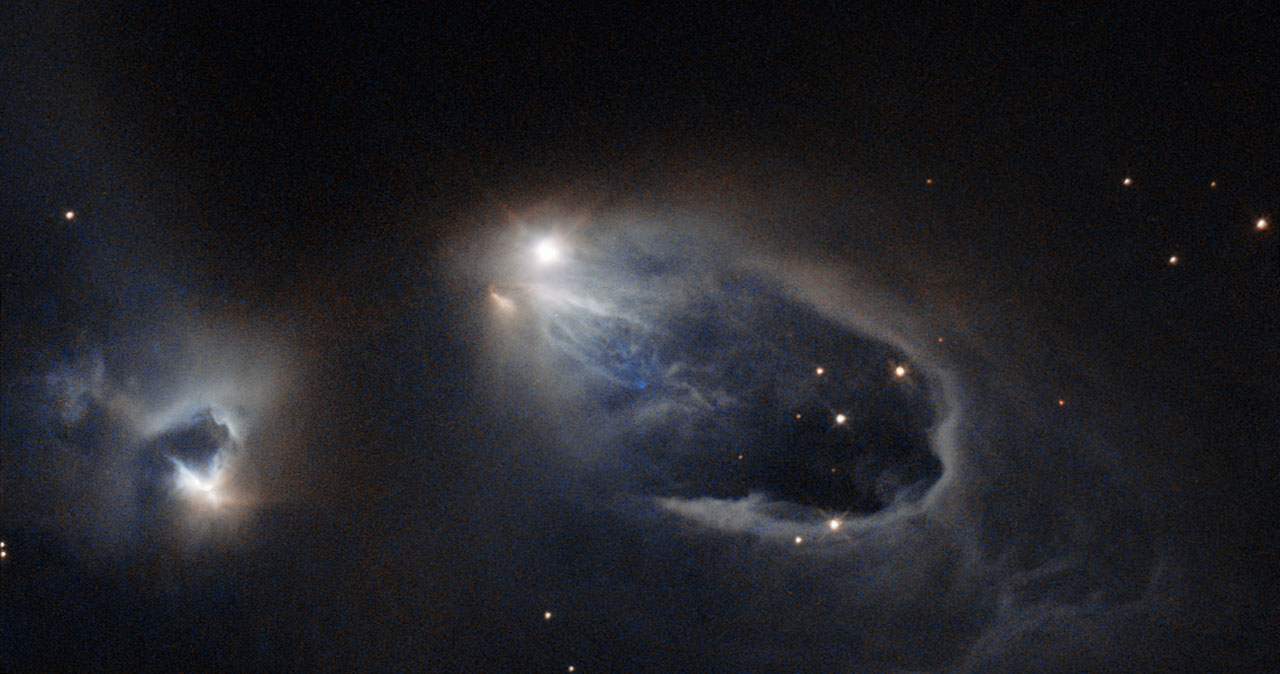
Herbig–Haro HH 161 and HH 164.
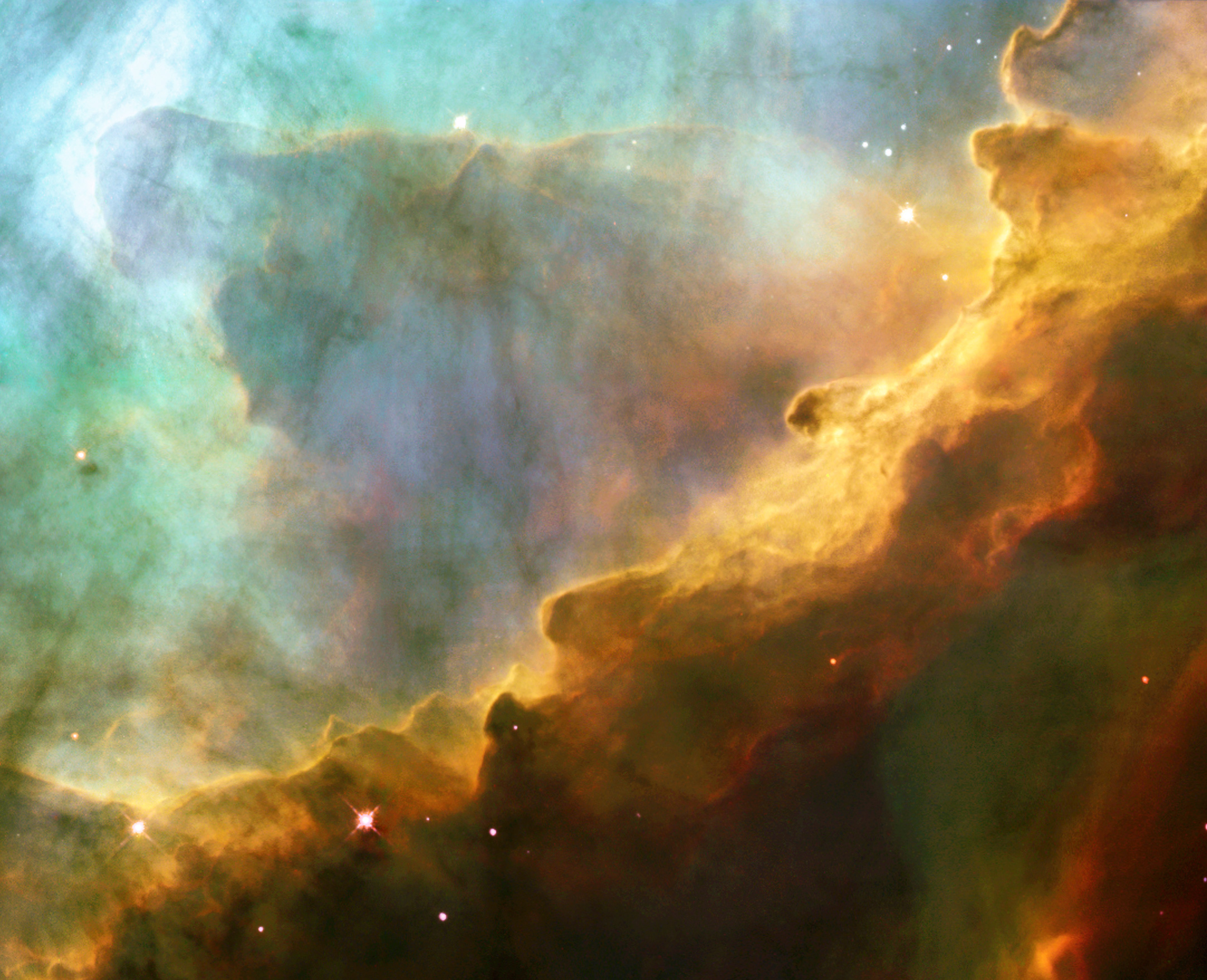
The سديم أوميجا, an example of an سديم إشعاعي
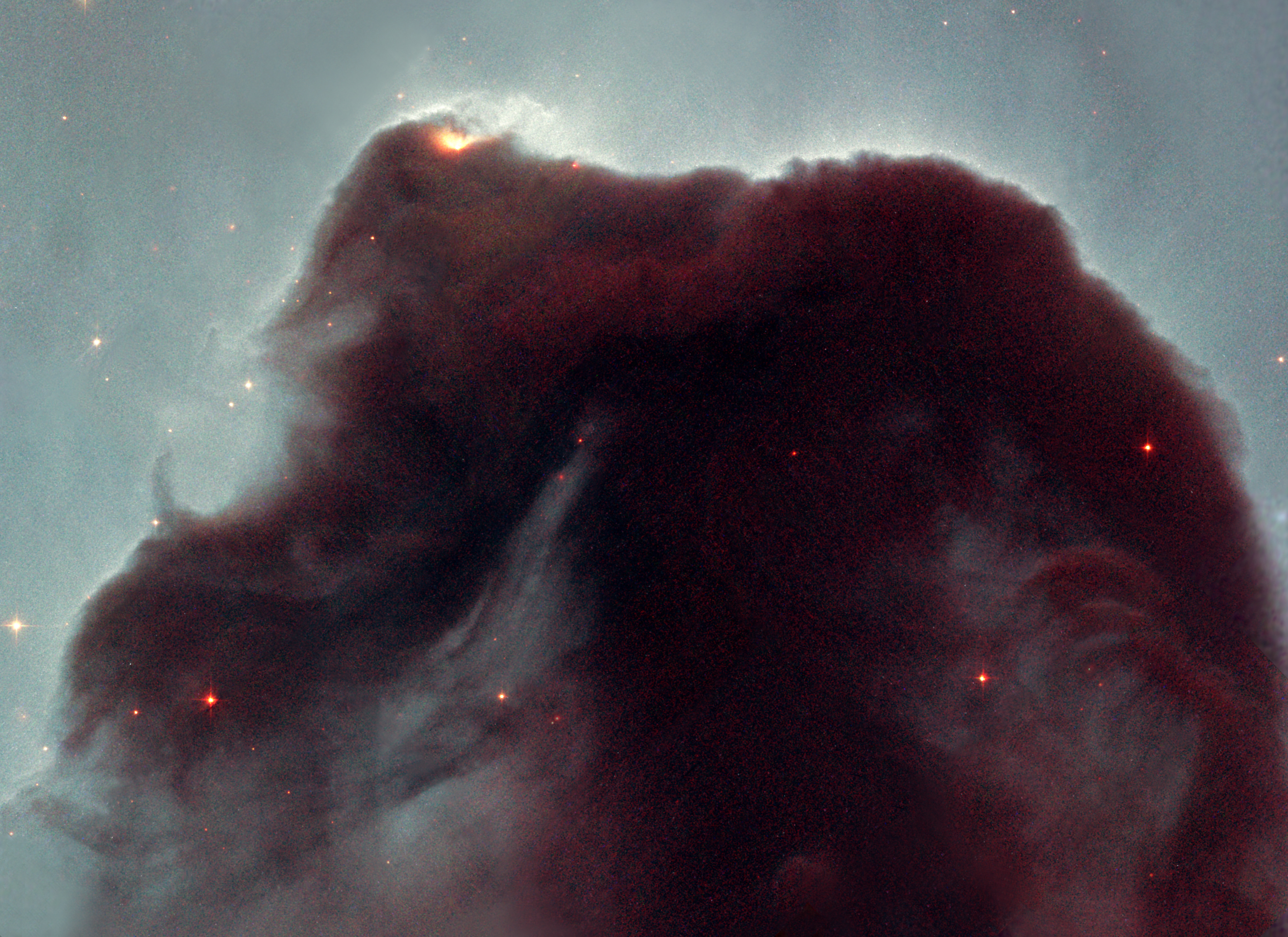
The سديم رأس الحصان, an example of a سديم مظلم.
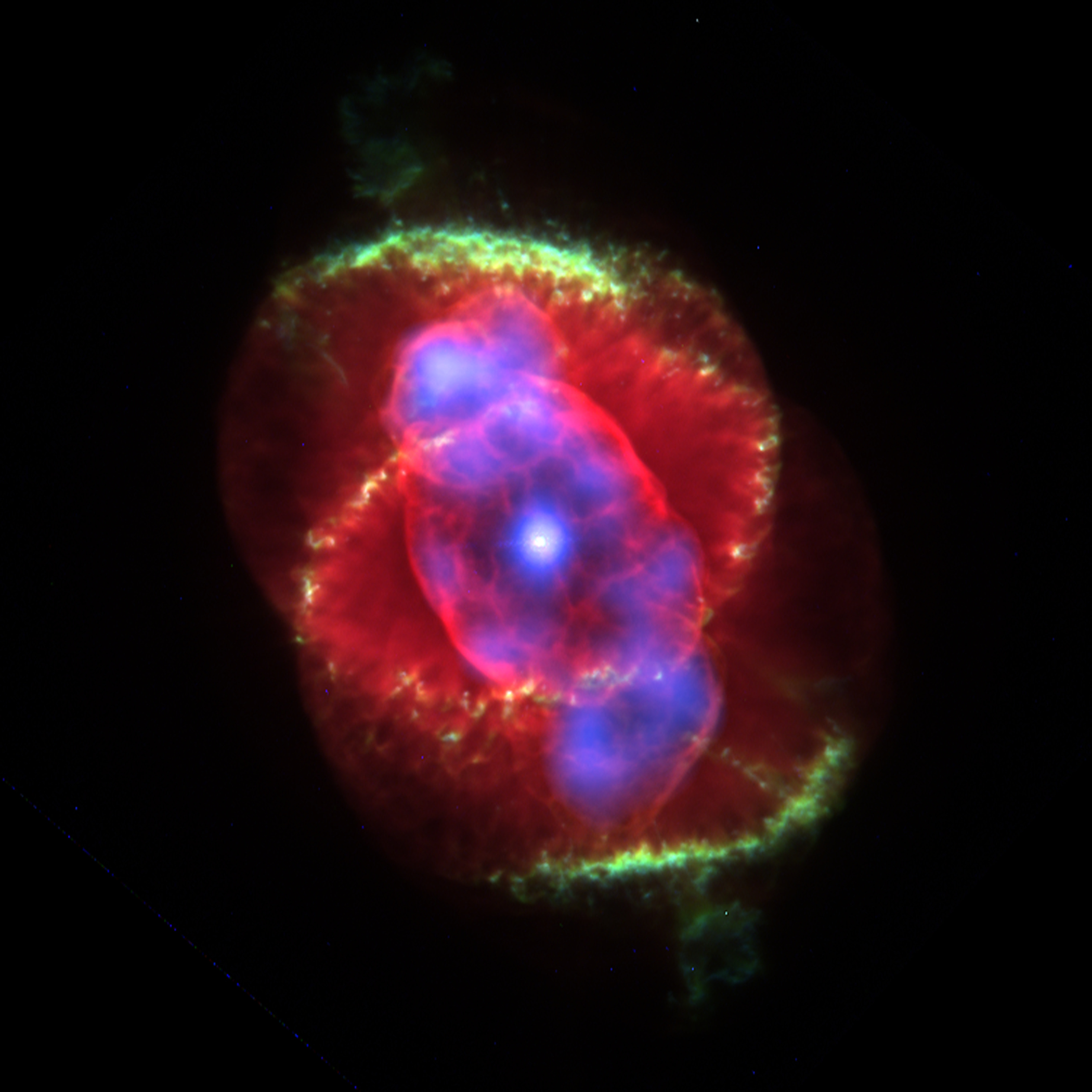
The سديم عين القط, an example of a سديم كوكبي.
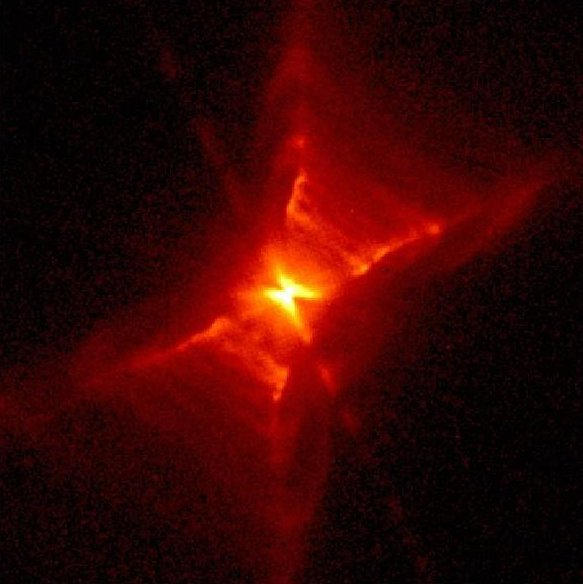
The سديم المستطيل الأحمر, an example of a سديم كوكبي أولي.
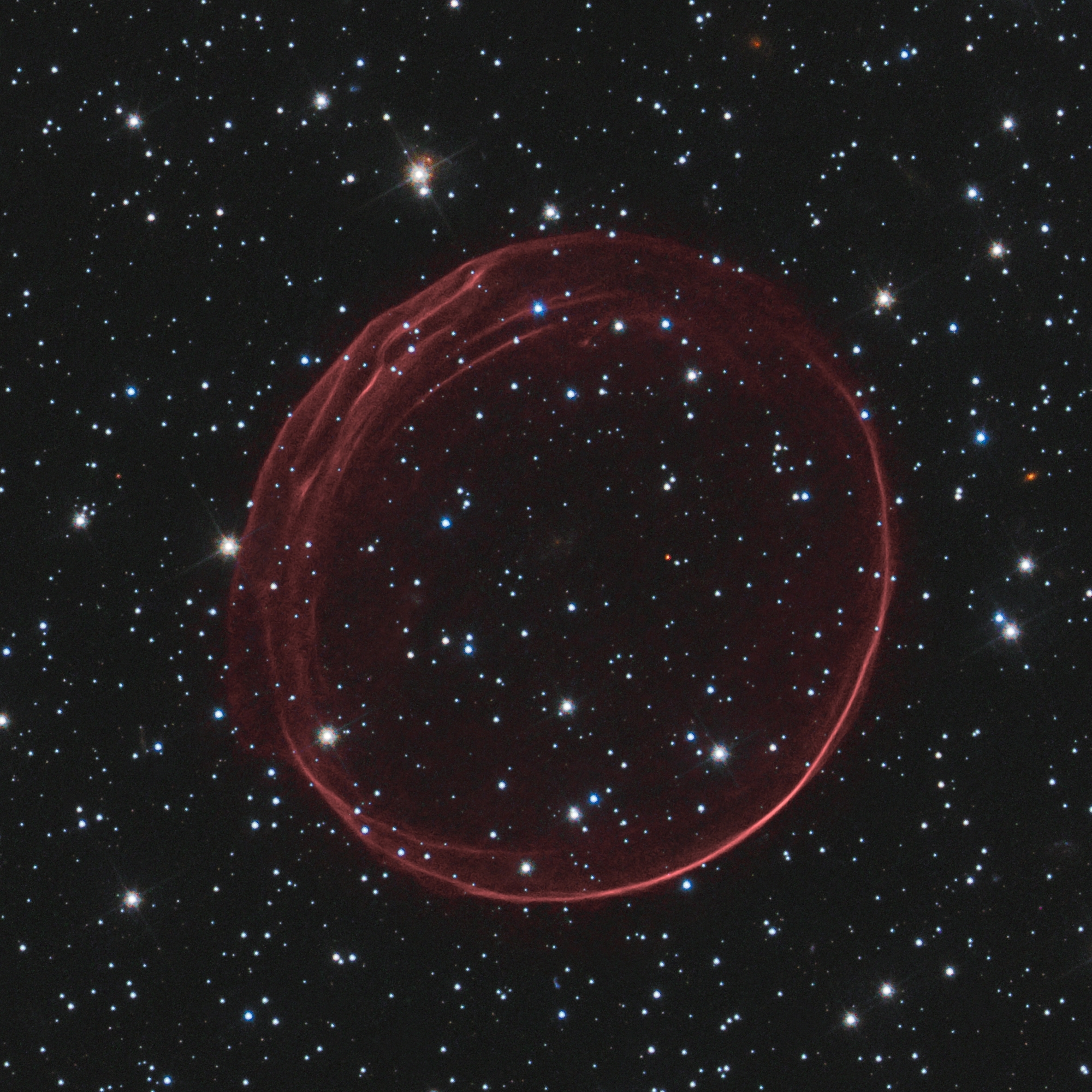
The delicate shell of SNR B0509-67.5
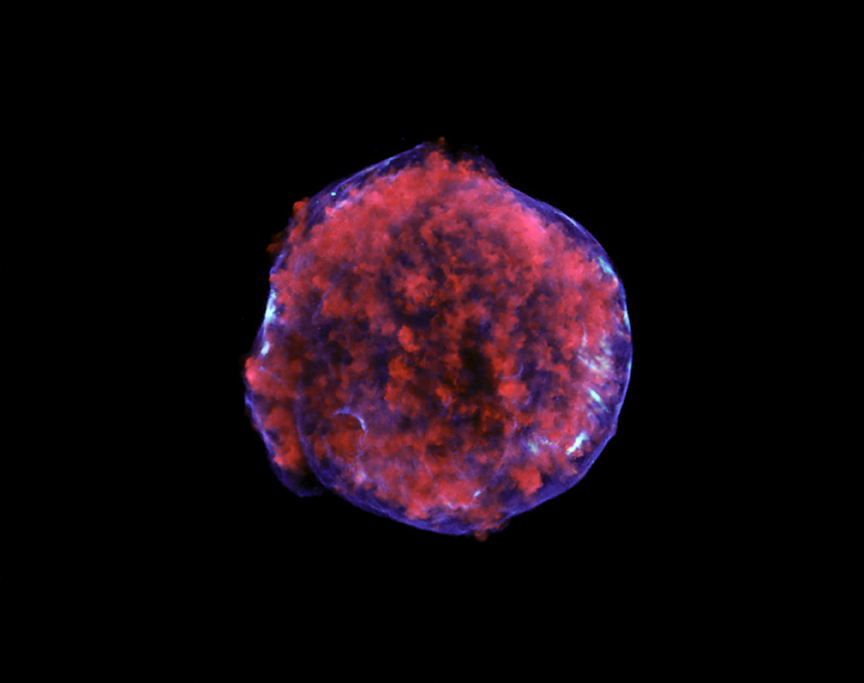
Tycho Supernova remnant in X-ray light
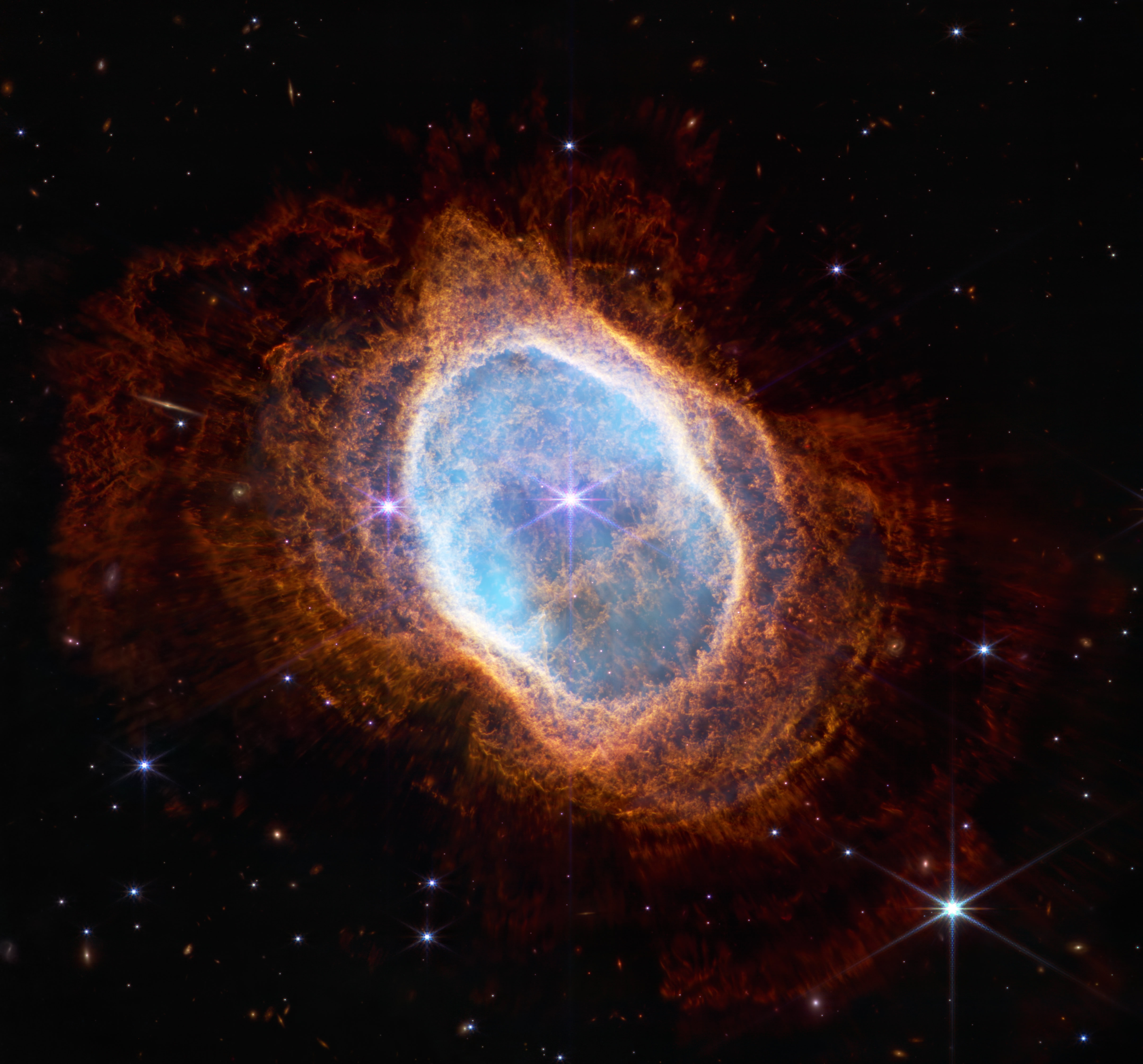
Southern Ring Nebula, Planetary Nebula